# Samo Chalupka
Samo Chalupka (Horná Lehota, Brezno, 27 de febrero de 1812-íd., 10 de mayo de 1883) fue un poeta romántico eslovaco.

## Biografía
Hermano menor del comediógrafo Ján Chalupka, estudió en el liceo evangélico luterano de Bratislava, donde tuvo la ocasión de fundar la Asociación Literaria Eslovaca, y sucesivamente completó sus estudios teológicos y filosóficos en Viena. Cuando estalló el levantamiento contra Rusia en Polonia en 1830, Samo Chalupka interrumpió sus estudios y luchó en el lado polaco. Fue herido en 1831 y regresó a Bratislava. Una vez allí, se convirtió en predicador, poeta y activista político patriótico. Sus primeras colecciones poéticas datan de 1845 y evidencian fuertes lazos con la situación política y social de su país, inspirándose en las ideas paneslavistas de Ján Kollár. Era el más viejo del grupo Štúrovci de discípulos de Ľudovít Štúr, exponentes del romanticismo literario y del renacimiento nacional eslovaco, junto con Andrej Sládkovič, Janko Kráľ y el más joven Ján Botto. 
Desde un punto de vista lingüístico, mientras que sus primeros poemas fueron escritos en checo, para los siguientes utilizó la lengua eslovaca. Su poesía se inspira en el folklore de su tierra, cantos y baladas populares. En 1860, tras la caída del gobierno absolutista de Bach, el poeta publicó la colección Boj pri Jelšave ("La batalla de Jelšava"), y tres años después Turčín Poničan ("El turco de Ponikin") que recordaban las victorias antiguas sobre los turcos y exaltaban el patriotismo eslovaco. El pequeño poema Mor ho! ("¡Mátalo!") de 1864 es considerado como una de las expresiones líricas independentistas más altas de la literatura eslovaca. Su trama narra una disputa entre los fundadores del pueblo eslovaco y el emperador Constantino con el tema principal de la opresión política. Otras obras importantes son Tristeza, El cosaco, Bombusa y Branko (1864), casi todos ellos de carácter épico-nacionalista.

## Obras

### Poesía
- 1829 – Repertorium dispositionum
- 1834 – Koníku moj vraný
- 1834 – Nářek slovenský
- 1834 – Píseň vojenská
- 1864 – Mor ho!
- 1868 – Spevy:
  - Likavský väzeň
  - Kráľohoľská
  - Branko
  - Kozák
  - Turčín Poničan
  - Boj pri Jelšave
  - Odboj Kupov
- Vojenská
- Juhoslovanom
- Bolo i bude
- Večer pod Tatrou
- Při návratu do vlasti
- Smutek
- Toužba po vlasti
- Má vlast
- Turčín Poničan

### Traducciones
- 1843 – Pálenka otrava, traducción del escritor suizo Heinrich Zschokke